# لاغوس (إفروس)
لاغوس (Λαγός) هي مدينة في إفروس في مقاطعة فوريا إلادا في اليونان.